# Emblemariopsis signifer
Emblemariopsis signifer är en fiskart som först beskrevs av Isaac Ginsburg 1942.  Emblemariopsis signifer ingår i släktet Emblemariopsis och familjen Chaenopsidae. IUCN kategoriserar arten globalt som livskraftig. Inga underarter finns listade i Catalogue of Life.